# Епархия Килвы-Касенги
Епархия Килвы-Касенги (лат. Dioecesis Kilvaensis-Kasengaensis) — епархия Римско-Католической Церкви с центром в городе Килва, Демократическая Республика Конго. Епархия Килвы-Касенги входит в митрополию Лубумбаши. Кафедральным собором епархии Килвы-Касенги является церковь святого Андрея в городе Килва.

## История
8 июля 1948 года Святой Престол учредил апостольский префектура Килвы, выделив её из апостольский викариат Камины (ныне — епархия Камины).
24 августа 1962 года апостольский викариат Килвы-Касенги был преобразован в епархию буллой Candida Christi Римского Папы Иоанн XXIII.

## Ординарии епархии
- епископ Jean François Waterschoot (1948 — 1962);
- епископ Joseph Alain Leroy (1962 — 1975);
- епископ André Ilunga Kaseba (1975 — 1979);
- епископ Dominique Kimpinde Amando (1980 — 1989);
- епископ Jean-Pierre Tafunga Mbayo (1992 — 2002);
- епископ Fulgence Muteba Mugalu (2005 — по настоящее время).